# 片岡市蔵 (4代目)
四代目 片岡市蔵（よだいめ かたおか いちぞう、明治13年〈1880年〉10月7日 - 大正15年〈1926年〉12月23日）とは、明治から大正時代にかけて活躍した歌舞伎役者。屋号は松島屋、紋は銀杏丸。俳名は我升。本名片岡竜之助。

## 来歴
三代目片岡市蔵の養子（その実子ともいわれる）。東京下谷に生れる。明治20年（1887年）9月、東京中村座で三代目片岡亀蔵を名乗り、『恋飛脚大和往来』の新口村の樋口仁右衛門で初舞台。明治37年（1904年）正月に四代目片岡十蔵を襲名、歌舞伎座で『忠孝梅金沢』の百姓与惣兵衛娘おしづ、『大磯和田宴』の曾我五郎などで名題に昇進する。その後日露戦争に出征、軍人俳優として新聞に名前が出る。明治39年（1906年）3月、歌舞伎座で満期除隊を祝い養父三代目市蔵が手興行を催す。戦勝気分が尾を引いていたことから大入りとなるが、この年の12月に三代目市蔵は死去する。明治42年（1909年）10月、歌舞伎座の『馬きり』の三七郎信孝などで四代目片岡市蔵を襲名した。
声量、風格ともにすぐれ、『熊谷陣屋』の熊谷直実のような大立者の役のほか、女形、所作事を兼ねた。また舞踊『奴道成寺』などを得意とした。長男に五代目片岡市蔵がいる。